# Wieża. Jasny dzień
Wieża. Jasny dzień – polski dramat filmowy z 2017 w reżyserii Jagody Szelc, zrealizowany według autorskiego scenariusza. 
Tematem filmu jest starcie postaw tradycjonalistki Muli oraz jej siostry Kai, które rywalizują o prawo do wychowania Niny, biologicznej córki Kai. Za debiut reżyserski oraz scenariusz Szelc otrzymała nagrody na Festiwalu Polskich Filmów Fabularnych i została uhonorowana Paszportem „Polityki”. Recenzenci filmu podkreślali wielokrotnie nawiązania do tradycji polskiego romantyzmu oraz dorobku takich europejskich twórców, jak Lars von Trier i Jorgos Lantimos.

## Treść
Z okazji pierwszej komunii świętej dziewczynki o imieniu Nina, jej rodzice Mula i Michał zapraszają rodzinę do domu w Kotlinie Kłodzkiej. Wkrótce dołącza do nich rodzeństwo Muli – siostra Kaja oraz brat Andrzej z żoną Anną i dziećmi. Okazuje się, że Kaja jest biologiczną matką Niny, która po urodzeniu dziecka zniknęła na kilka lat, a wychowaniem jej córki zajęła się Mula, która dba również o chorą matkę. Zapracowana Mula ma żal do siostry, a zarazem obawia się, iż jej obecność może zniszczyć jej relację z Niną. Po przyjeździe gości następuje szereg irracjonalnych wydarzeń – matka sióstr powraca do zdrowia, a Nina odmawia przystąpienia do komunii.

## Obsada aktorska
Źródło: Filmpolski.pl

- Anna Krotoska – Mula
- Małgorzata Szczerbowska – Kaja, siostra Muli
- Anna Zubrzycka – Ada, matka Muli, Kai i Andrzeja
- Dorota Łukasiewicz-Kwietniewska – Anna, żona Andrzeja
- Rafał Kwietniewski – Andrzej, brat Muli
- Rafał Cieluch – Michał, mąż Muli
- Laila Hennessy – Nina
- Ida Kwietniewska – Dusia, córka Anny i Andrzeja
- Igor Kwietniewski – Igor, syn Anny i Andrzeja
- Artur Krajewski – ksiądz
- Bogusława Sztencel – pani Wanda
- Mohammed Almughanni – uchodźca
- Jędrzej Wielecki – pielgrzym
- Miłosz Karbownik – pielgrzym
- Mikołaj Chroboczek – pielgrzym
- Maciej Miszczak – pielgrzym
- Monika Strzelczyk – kobieta
- Hanna Misiak – kobieta
- Joanna Nowicka-Zagrajek – kobieta
- Joanna Łużny – kobieta
- Arkadiusz Zagrajek – mężczyzna
- Alicja Pachowicz – jasnowłosa dziewczynka

## Produkcja
Za produkcję obrazu odpowiadało Studio Filmowe Indeks, powołane przez ówczesnego rektora Państwowej Wyższej Szkoły Filmowej, Telewizyjnej i Teatralnej w Łodzi, Mariusza Grzegorzka. Stworzenie studia miało w zamierzeniu pomóc przyszłym absolwentom szkoły w tworzeniu niekomercyjnego, autorskiego debiutu. Jedną ze studentek PWSFTviT, które na tym skorzystały, była Jagoda Szelc. Tworząc swój pełnometrażowy debiut, Szelc planowała, iż Wieża będzie protest songiem wymierzonym przeciw destrukcyjnym ambicjom człowieka:
W skali mikro opowiada o kryzysie rodziny, jednak w skali makro to historia o obsesji kontroli: codziennej pogoni, postrzeganiu ambicji jako wartości pozytywnej, a także przekonaniu, że miłość można posiadać na własność. Ten zespół cech to coś, co stoi w jawnej opozycji do naszej natury; jest jakimś zaprzeczeniem pierwotnej postawy „let it go”.
Na potrzeby prac nad filmem Szelc zamierzała przyjąć poetykę naturalistyczną, w związku z czym zrezygnowała z profesjonalnej obsady aktorskiej: „Chciałam, żeby to byli ludzie w pewnym sensie nieznani, którzy by byli bardzo wiarygodni”. Dlatego też w głównych rolach pojawili się naturszczycy Anna Krotoska i Małgorzata Szczerbowska, przyciągnięte metodą pracy przyjętą przez Szelc. Krotoska stwierdzała, że udział w filmie to „najpiękniejsza praca, jaką do tej pory wykonałam”.
Zdjęcia do Wieży zrealizował Przemysław Brynkiewicz. Okres zdjęciowy rozpoczął się 23 maja 2016. Materiał kręcono w Kotlinie Kłodzkiej. Łączny budżet filmu wyniósł około 2,3 miliona złotych, z czego kwotę niemal 1,5 miliona złotych pokrył Polski Instytut Sztuki Filmowej. Film został ukończony w 2017 roku po montażu dokonanym przez Annę Garncarczyk, po czym trafił do obiegu festiwalowego. 19 września 2017 zaprezentowany został na Festiwalu Polskich Filmów Fabularnych w Gdyni. Premiera Wieży w kinach odbyła się 23 marca 2018.

## Odbiór

### Frekwencja kinowa
W krajowych kinach odnotowano niską frekwencję widzów podczas seansów filmu. Wedle szacunków Polskiego Instytutu Sztuki Filmowej obejrzało go nieco ponad 23 tysiące widzów. 

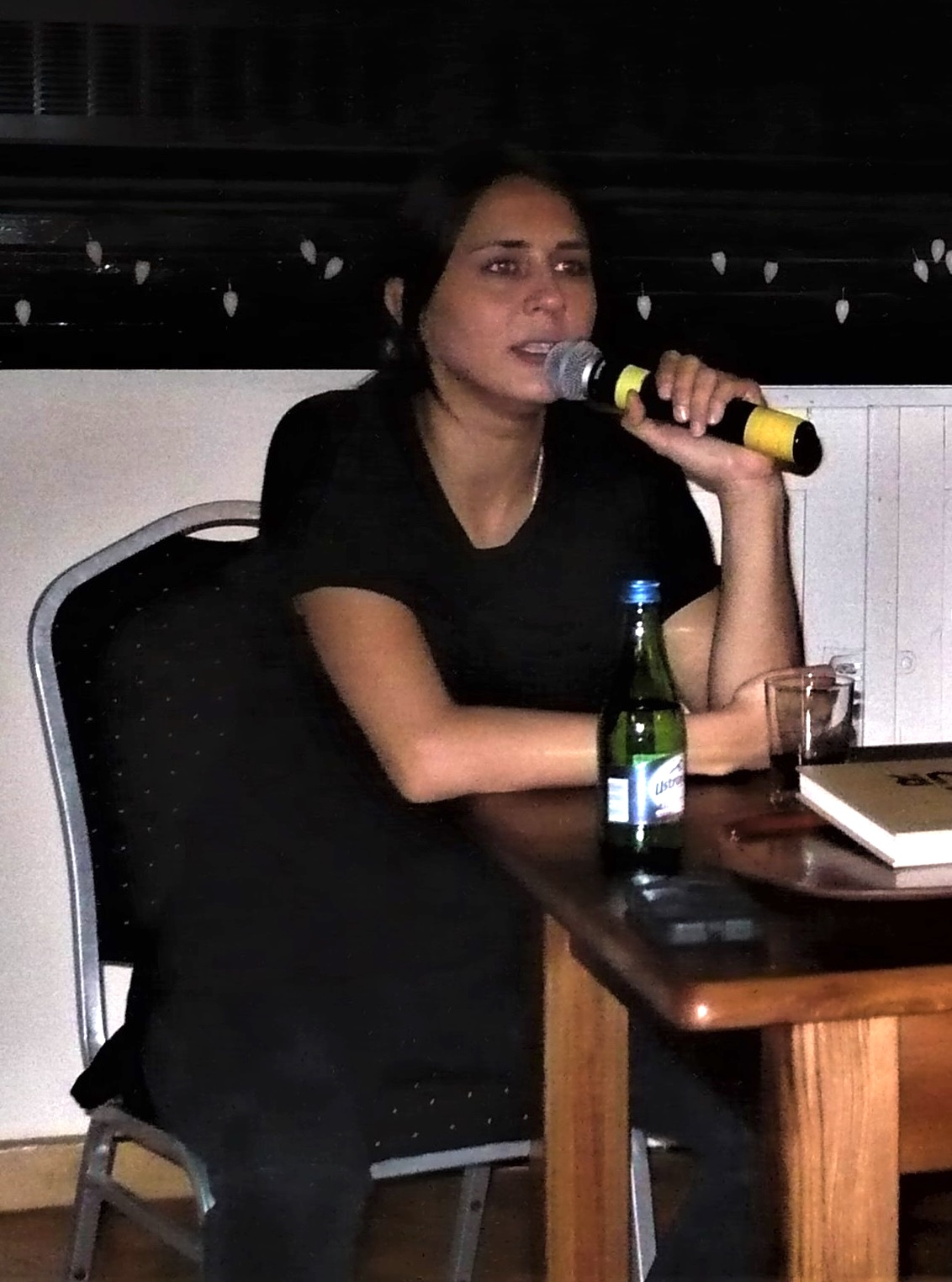
Jagoda Szelc, reżyserka filmu (2018)

### Recepcja krytyczna w Polsce
Film został na ogół pozytywnie przyjęty przez krytyków. Jakub Popielecki z portalu Filmweb przekonywał, że „Szelc porywa się na opowieść o kondycji ludzkiej. Horror jest tu przede wszystkim horrorem egzystencji, tragedią niewygodnego rozkroku, w jakim tkwi człowiek”. Popieleckiemu nasunęły się porównania Wieży z Antychrystem Larsa von Triera oraz kinem Mariusza Grzegorzka. Łukasz Maciejewski twierdził, że film Szelc „spodobałby się Marii Janion” dzięki ustawicznym nawiązaniom do polskiego romantyzmu, aczkolwiek wychwycił też aluzje do filmów Jorgosa Lantimosa oraz starogreckiego mitu o Medei. Grzegorz Fortuna junior na łamach „Kina” rozwijał interpretację w duchu romantycznym, twierdząc, iż „Jagoda Szelc sięga do przepastnej szafy słowiańskiego folkloru” i przywraca zapomnianą postać „szeptuchy, która nie jest postacią negatywną i wrogą, ale ambiwalentną i ulotną”. Fortuna dowodził ponadto, że w Wieży „apokalipsa nie wiąże się […] z buntem maszyn, wybuchem bomb jądrowych i wszechobecnym radioaktywnym pyłem, ale z powrotem do szamaństwa; do czegoś pierwotnego, tajemniczego, wypychanego ze zbiorowej świadomości”.
Piotr Mirski w recenzji dla „Dwutygodnika” uważał, iż film Jagody Szelc jest antytezą dzieła Krzysztofa Skoniecznego Hardkor Disko: „O ile Hardkor Disko stanowi zaledwie zlepek buńczucznych haseł, klisz i efekciarskich chwytów, to Wieża. Jasny dzień może służyć za wzór młodego, radykalnego kina artystycznego”. Jarosław Kowal z portalu Film.org.pl doceniał dojrzałość debiutu Szelc i dowodził, że Wieża jest filmem na pograniczu wielu gatunków: „Szelc tworzy ponad gatunkami, na pograniczu świata rzeczywistego oraz metafizyki, ale zamiast podsycać konflikt, po prostu zauważa ich istnienie, a już na pewno nie namaszcza któregokolwiek na lepszy od drugiego”.
Łukasz Adamski z portalu wPolityce.pl zwrócił uwagę na problematyczną wymowę Wieży: „Nie tylko stylistycznie jest to kino przeznaczone dla wąskiego grona widzów, ale również jego wymowa jest bardzo niepokojąca”. Jego zdaniem film przekonuje, że współczesnym, zeświecczonym Polakom w obliczu braku Boga pozostaje „gęsty las i oddanie pokłonu innemu bóstwu”. Zdaniem Adriana Luzara z portalu Interia film Jagody Szelc cechuje się stylem „nieuporządkowanym, nieco kulawym, zderzającym zbyt gorliwy, dokumentalny realizm i sceny niczym z filmów Xaviera Dolana”.

### Recepcja krytyczna za granicą
Wieża zwróciła też uwagę zagranicznych krytyków. Sarah Ward z brytyjskiego magazynu „Screen” wytypowała film Jagody Szelc jako jeden z dziesięciu kobiecych utworów do obejrzenia w 2018 roku. Jednakże Neil Young z pisma „Hollywood Reporter” ocenił Wieżę negatywnie, twierdząc, iż choć w filmie „widać przebłyski talentu na różnych frontach”, ostatecznie jest on „pustą powtórką z utartych stylistycznych tropów”. Ben Sachs z pisma „Chicago Reader” porównał debiut Szelc do innych kobiecych dzieł: Bagna (2001) Lucreci Martel oraz Cudów (2014) Alice Rohrwacher, ale zaznaczył, że u Jagody Szelc „brakuje humoru i współczucia, jakie cechują inne filmy. Perspektywa Szelc jest tak pesymistyczna i mroczna, że często można odnieść wrażenie, iż jest to film grozy, a przytłaczająco upiorna muzyka i efekty dźwiękowe potęgują to skojarzenie”.

## Nagrody
| Rok  | Festiwal/organizator                                                 | Nagroda                                                          | Odbiorca                | Wynik     |
| ---- | -------------------------------------------------------------------- | ---------------------------------------------------------------- | ----------------------- | --------- |
| 2017 | Festiwal Polskich Filmów Fabularnych                                 | Nagroda za debiut reżyserski lub drugi film                      | Jagoda Szelc            | Wygrana   |
| 2017 | Festiwal Polskich Filmów Fabularnych                                 | Nagroda za scenariusz                                            | Jagoda Szelc            | Wygrana   |
| 2017 | Festiwal Polskich Filmów Fabularnych                                 | Nagroda Onetu „Odkrycie Festiwalu”                               | Jagoda Szelc            | Wygrana   |
| 2017 | Festiwal Aktorstwa Filmowego im. Tadeusza Szymkowa                   | Złoty Szczeniak za drugoplanową kreację aktorską kobiecą         | Małgorzata Szczerbowska | Wygrana   |
| 2018 | Tygodnik „Polityka”                                                  | Paszport „Polityki”                                              | Jagoda Szelc            | Wygrana   |
| 2018 | Międzynarodowy Festiwal Kina Niezależnego „Off Camera”               | Krakowska Nagroda Filmowa w Konkursie Głównym „Wytyczanie drogi” |                         | Wygrana   |
| 2018 | Festiwal Filmu Polskiego „FilmPolska” w Berlinie                     | Nagroda Jury                                                     |                         | Wygrana   |
| 2018 | Koszaliński Festiwal Debiutów Filmowych „Młodzi i Film” w Koszalinie | Nagroda za scenariusz                                            | Jagoda Szelc            | Wygrana   |
| 2018 | Mammoth Lakes Film Festival                                          | Nagroda Główna                                                   |                         | Wygrana   |
| 2018 | Festiwal „KinoPolska” w Paryżu                                       | Wyróżnienie Specjalne                                            |                         | Wygrana   |
| 2019 | Polska Akademia Filmowa                                              | Orzeł za odkrycie roku                                           | Jagoda Szelc            | Nominacja |
| 2019 | Państwowa Wyższa Szkoła Filmowa, Telewizyjna i Teatralna w Łodzi     | Nagroda im. Andrzeja Munka                                       | Jagoda Szelc            | Wygrana   |